# خفاش جنگلی کوچک
خفاش جنگلی کوچک (نام علمی: Nyctalus leisleri) گونه‌ای خفاش است که در بخش‌های گسترده‌ای از اروپا، قفقاز، شمال غربی هند، و بخش‌های محدودی از ایران زندگی می‌کند.
این خفاش همانندی بسیاری به خفاش جنگلی معمولی دارد، اگرچه جثه‌اش کوچک‌تر است. موهای پشت این پستاندار قهوه‌ای رنگ و ته آن‌ها تیره است. موهای زیر بدن نیز سفیدند. طول بدنش در بخش سر و تنه میان ۵۴ تا ۶۴ میلی‌متر است و دمش ۳۹ تا ۴۹ میلی‌متر. وزن متوسط آن نیز میان ۱۴ تا ۲۰ گرم است.